# HD214304
HD214304 — хімічно пекулярна зоря спектрального класу A3, що має видиму зоряну величину в смузі V приблизно  7,2.
Вона  розташована на відстані близько 354,5 світлових років від Сонця.